# Петровка (Волновахский район)
Петро́вка (укр. Петрівка, до 2016 года — Петро́вское) — село на Украине, находится в Волновахском районе Донецкой области.
Код КОАТУУ — 1421585604. Население по переписи 2001 года составляет 19 человек. Почтовый индекс — 85710. Телефонный код — 6244.

## Адрес местного совета
85780, Донецкая область, Волновахский р-н, с. Стретенка, ул. Ленина, 32